# Qu'est-ce que c'est la vie, chaton?
Qu'est-ce que c'est la vie, chaton? è il terzo EP del gruppo musicale statunitense MGMT, pubblicato nel 2010.
Si tratta di una registrazione live avvenuta nell'ottobre 2010 al teatro Bataclan di Parigi.

## Tracce
1. Weekend Wars (live in Paris 2010) – 5:09
2. Flash Delirium (live in Paris 2010) – 4:48
3. Destrokk (live in Paris 2010) – 4:41
4. Congratulations (live in Paris 2010) – 4:27
5. Brian Eno (live in Paris 2010) – 5:46